# Герб Оржиці
Герб О́ржиці — офіційний символ смт Оржиці (райцентр Полтавської області), затверджений рішенням сесії селищної ради від 9 липня 2002 року.
Автор проекту — художник, член Українського геральдичного товариства Дерев'янко Станіслав Андрійович.

## Опис
Герб селища міського типу Оржиці являє собою геральдичний щит, у синьому полі якого зображено по колу три золотих пшеничних колоски, в центрі на червоному тлі золотий козацький хрест із сяйвом. Над зеленою основою щита — хвиляста подвійна срібна балка.
Щит доповнюється геральдичною короною.

## Джерело
- інформація з сайту Полтавської обласної державної адміністрації